# Butterwasser
Das Butterwasser ist ein linksseitiger Zufluss der oberen Spree bei Rodewitz im sächsischen Landkreis Bautzen mit einer Länge von 8,5 Kilometern.

## Beschreibung
Das Butterwasser entspringt auf den feuchten Wiesen des Vorwerkes Tautewalde am Südhang des Großen Picho (499 m). Der Bach fließt von der Tautewalder Wasserscheide, die die Einzugsgebiete von Spree und Wesenitz trennt durch die flache Tautewalder Talmulde nach Osten und nimmt weitere Quellwasser von den Nordhängen des Dahrener Berges (491 m) und der Weifaer Höhe (504 m) auf. Anschließend speist der Bach die Fischteiche des Domstiftes Bautzen und fließt durch Wilthen, wo sich sein Tal vertieft und verbreitert.
Von Niederwilthen bis zur Mündung fließt das Butterwasser südlich des Mönchswalder Berges (447 m) und des Sonnenberges (384 m) in zahlreichen Mäandern ostwärts, in Niederwilthen und Kleinpostwitz bestehen kurze Engtalabschnitte. Zwischen Niederwilthen und Kleinpostwitz überbrückt die Bahnstrecke Bautzen–Bad Schandau auf dem 123 m langen Wilthener Viadukt das Butterwasser. Östlich von Kleinpostwitz weitet sich das Butterwassertal zu einer sumpfigen, bei Hochwasser regelmäßig überschwemmten, Aue. Bei Sonnenberg befinden sich eine, als Baschonken (sorbisch bažonki für kleine Sümpfe) bezeichnete Sumpfstelle. Danach fließt der Bach südlich des Hofeberges (284 m) durch die Teichwiesen, hier speiste er früher die beiden Teiche des Rittergutes Rodewitz, und wird von der Staatsstraße 116 zwischen Kirschau und Rodewitz überquert. In den südlichen Fluren von Rodewitz bzw. südwestlich von Bederwitz mündet das Butterwasser in die Spree.

## Zuflüsse
Die Hauptzuflüsse des Butterwassers fließen linksseitig zu und entwässern den Westteil der nördlichen Bergkette des Lausitzer Berglandes nach Süden. Dazu gehören, als bedeutendster Zufluss, das in Niederwilthen einmündende Irgersdorfer Wasser sowie bei Sonnenberg das Baschonkenwasser und das Sonnenberger Wasser. Von den Nordhängen der zweiten Bergkette fließen dem Butterwasser nur am Oberlauf einige namenlose Bäche zu; ab Wilthen sammeln sich deren Abflüsse in der Pilke.

## Fauna und Flora
Im Stadtgebiet von Wilthen ist der Bach teilweise verrohrt. Von Niederwilthen an hat sich bachabwärts die ursprüngliche Ufervegetation aus Schwarzerlen und Bruchweiden mit Eschen, Spitzahorn, Stieleichen und Traubenkirschen erhalten. Entlang des Unterlaufes wächst vorwiegend der Rauhaarige Kälberkropf, der an den Bächen nördlich des Mönchswaldzuges nicht mehr anzutreffen ist, sowie die Ährige Triftwurz, die Süße Wolfsmilch, die Waldsternmiere und der Waldgoldstern. An einem Uferabschnitt oberhalb von Kleinpostwitz befindet sich das südlichste Vorkommen des Atlantischen Scheidengoldsterns. Am rechtsseitigen Prallhang östlich von Kleinpostwitz wächst im Schatten eines auf Kirschauer Flur gelegenen Waldschopfes eine Population des Wald-Geißbartes und Akeleiblättrige Wiesenraute.
Das Butterwasser wurde seit dem Ende des 19. Jahrhunderts durch die Abwässer der Wilthener Industriebetriebe äußerst verunreinigt. In den 1960er Jahren entstand deshalb am östlichen Stadtrand von Wilthen eine Kläranlage. Den früheren Zustand des Baches beschreibt das „Butterwasserlied“.

## Namensherkunft
Als der Bach noch klar war, sollen die Wilthener Bäuerinnen sein kaltes Wasser zur Kühlung ihrer Butter, die sie auf dem Bautzner Markt verkauften, benutzt haben.

## Sage vom „ewigen Durst“
Eine regionale Sage berichtet von einer jungen Frau aus Wilthen, die während ihrer Niederkunft an starkem Durst litt. Nachdem ihr die Hebamme die Reichung von Wasser verweigerte, verstarb sie an ihrem quälenden Durst. Seitdem soll sie täglich zur Mittagszeit auf der Quellwiese des Butterwassers als Weiße Frau erscheinen, die über die Wiese zur Quelle wandert, dort vergeblich versucht, das Wasser zu erreichen und schließlich seufzend wieder verschwindet.